# Quand la chair succombe (film, 1927)
Pour les articles homonymes, voir Quand la chair succombe et The Way of All Flesh.
Pour plus de détails, voir Fiche technique et Distribution.
Quand la chair succombe (The Way of All Flesh) est un film muet américain réalisé par Victor Fleming, sorti en 1927.
Le film n'est plus disponible, toutes les bobines ayant disparues.

## Synopsis
Un employé de banque est chargé de transporter $1000 de Milwaukee à Chicago. Dans le train, il rencontre une séduisante blonde qui le convainc de lui acheter une bouteille de champagne et l'emmène dans sa berline. Le lendemain, il se réveille seul dans une chambre délabrée et les titres de banque ont disparu.

## Fiche technique
- Titre : Quand la chair succombe
- Titre original : The Way of All Flesh
- Réalisation : Victor Fleming
- Scénario : Lajos Biró, Jules Furthman, Julian Johnson, Ernest Maas, Frederica Sagor Maas et Perley Poore Sheehan
- Photographie : Victor Milner
- Pays d'origine : États-Unis
- Format : Noir et blanc - Film muet
- Genre : Drame
- Durée : 94 minutes
- Date de sortie : 1927

## Distribution
- Emil Jannings : August Schilling
- Belle Bennett : Mme Schilling
- Phyllis Haver : The Temptress
- Donald Keith : August, junior
- Fred Kohler : Le Dur
- Philippe De Lacy : August, enfant
- Mickey McBan : Evald
- Betsy Ann Hisle : Charlotte
- Carmencita Johnson : Elizabeth
- Gordon Thorpe : Karl

## Distinctions
- Oscar du meilleur acteur pour Emil Jannings. Il s'agit du premier oscar du meilleur acteur.

## Galerie

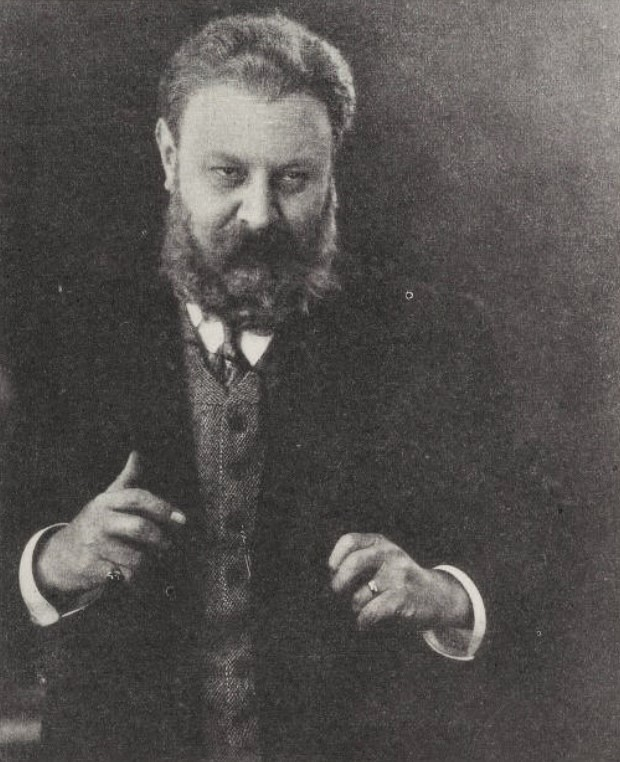
Emil Jannings
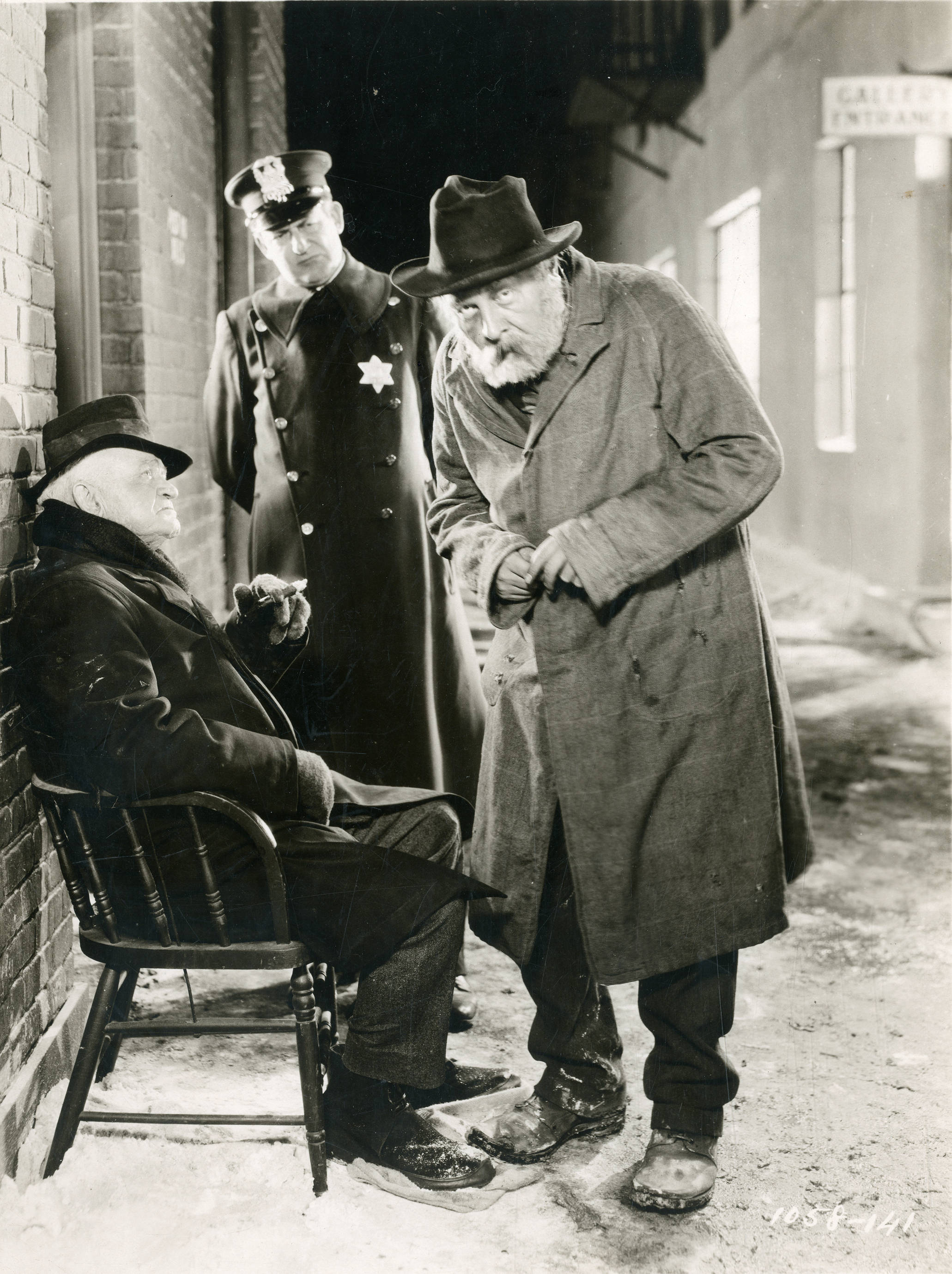
Photo extraite du film
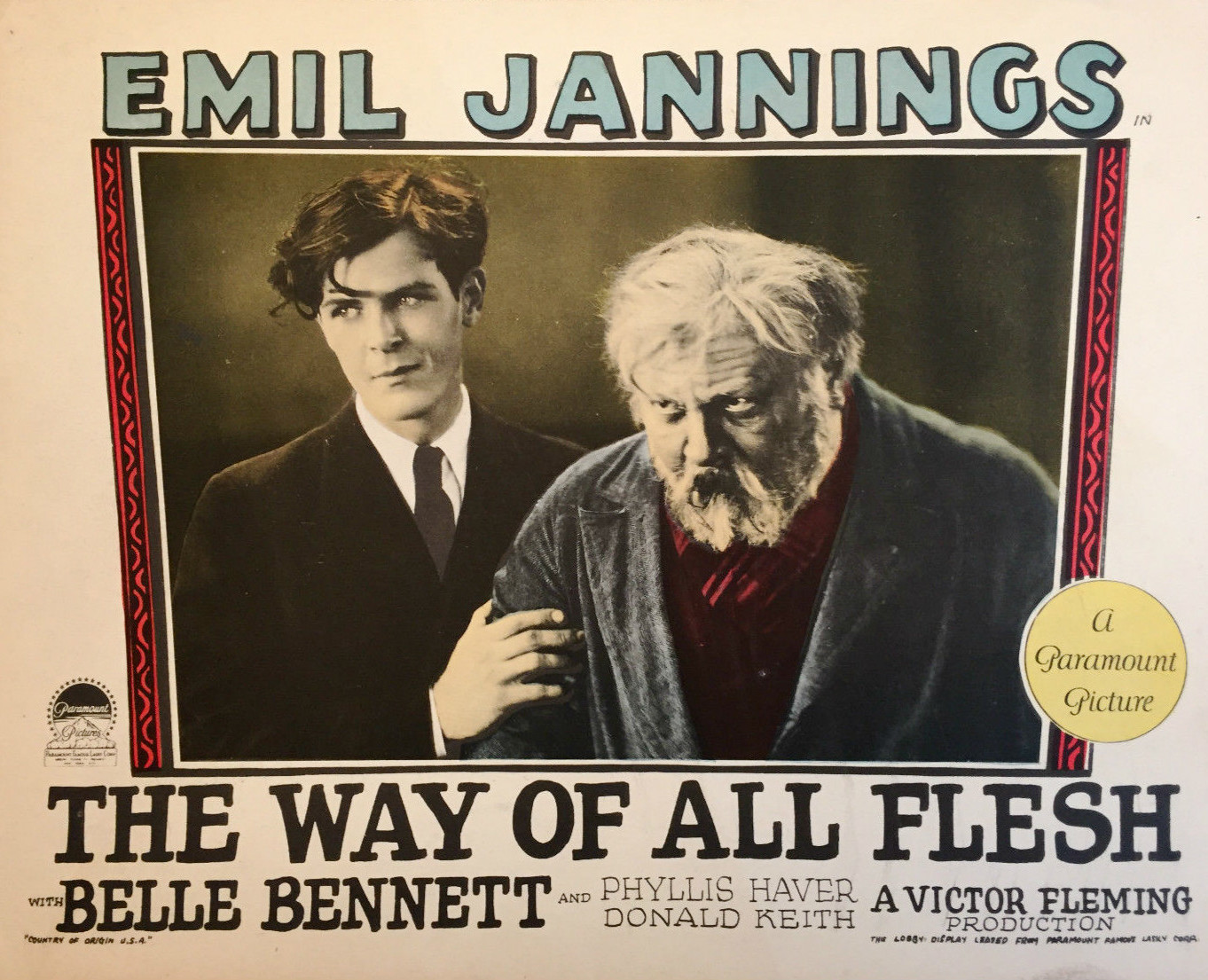
Cartes promotionnelles du film
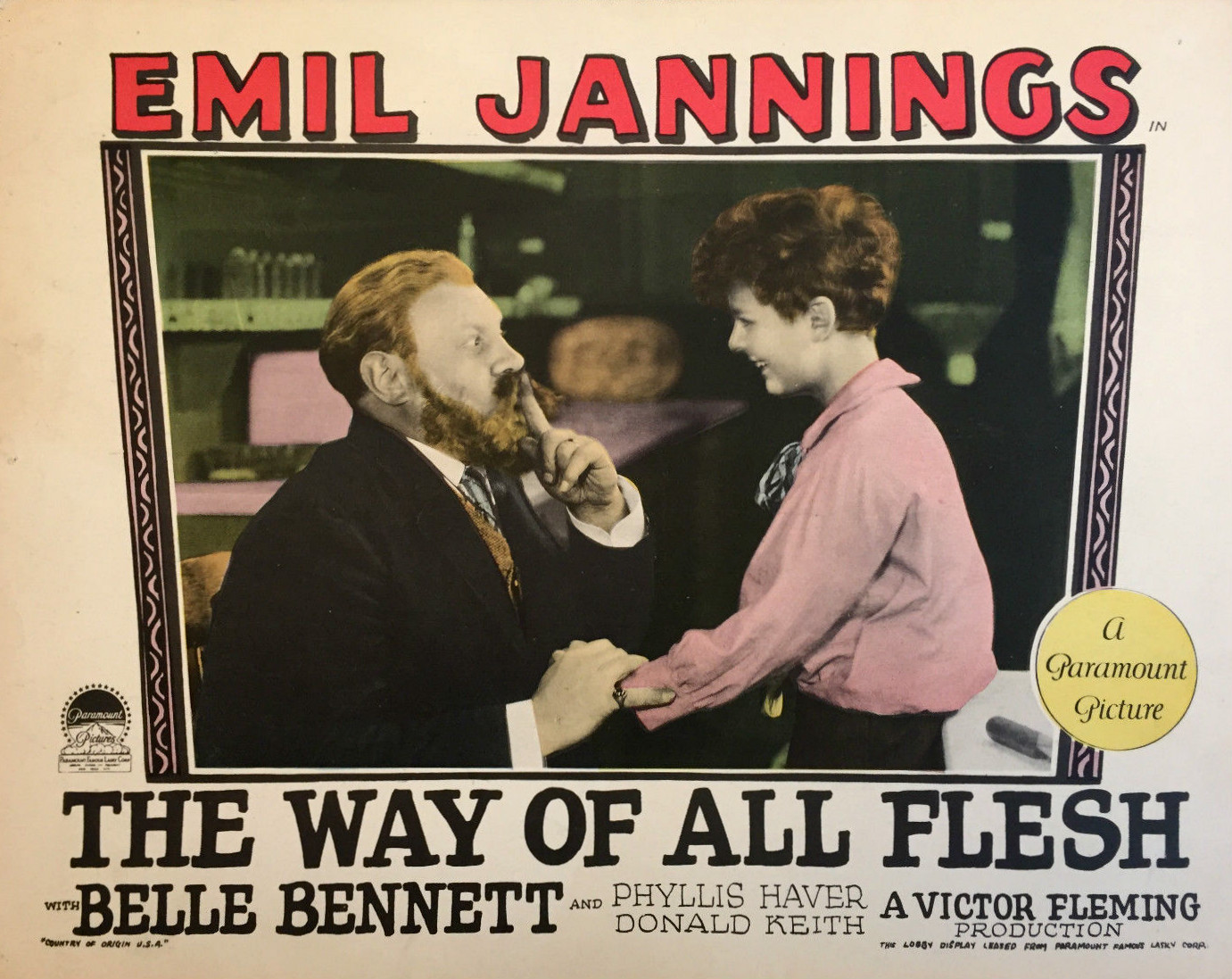